# Cyrille Thièry
Cyrille Thièry (* 27. September 1990 in Lausanne) ist ein ehemaliger Schweizer Radrennfahrer.

## Sportliche Laufbahn
Als Junior errang Cyrille Thièry erste Erfolge auf der Strasse. So wurde er 2008 Dritter im Einzelzeitfahren bei den Schweizer Strassenmeisterschaften und gewann den Grand Prix Rüebliland. Auf der Bahn gewann er 2008 und 2009 die 24 heures de Aigle. Ebenfalls 2009 wurde er Zweiter bei den Schweizer Bahnmeisterschaften der Elite in der Mannschaftsverfolgung sowie Dritter im Punktefahren. Im Jahr 2010 belegte er gemeinsam mit dem Schweizer Team (Claudio Imhof, Loïc Perizzolo, Damien Corthésy) Platz 15 bei den Bahn-Weltmeisterschaften in der Mannschaftsverfolgung, wurde Dritter der Schweizer Meisterschaft im Teamsprint (mit Maxime Froidevaux und Théry Schir) und gewann die Quatre Jours de Nouméa 2010, mit Anthony Doubain.
2011 errang Thièry den Europameister-Titel (U23) im Zweier-Mannschaftsfahren, gemeinsam mit Silvan Dillier, in der Mannschaftsverfolgung belegte er mit dem Schweizer Team Rang drei. Zudem wurde er Schweizer Meister in der Mannschaftsverfolgung. Bei den Bahn-Europameisterschaften der Elite in Apeldoorn errang er gemeinsam mit Imhof die Silbermedaille im Zweier-Mannschaftsfahren.
2016 wurde Thièry für die Teilnahme an den Olympischen Spielen in Rio de Janeiro nominiert, wo er mit Olivier Beer, Silvan Dillier und Théry Schir Rang sieben in der Mannschaftsverfolgung belegte. 2018 errang der Schweizer Vierer mit Théry Schir, Frank Pasche, Stefan Bissegger und Claudio Imhof bei den Europameisterschaften die Silbermedaille. Auf der Strasse gewann er im selben Jahr eine Etappe von An Post Rás sowie 2019 die Bergwertung des New Zealand Cycle Classic. Ende 2021 beendete er seine aktive Radsportlaufbahn.

## Auszeichnungen
- Mitglied der Schweizer «Radsport-Mannschaft des Jahres» (2014), gemeinsam mit Stefan Küng, Frank Pasche und Théry Schir

## Erfolge

### Bahn
2011
- U23-Europameister – Zweier-Mannschaftsfahren mit Silvan Dillier
- Schweizer Meister – Mannschaftsverfolgung (mit Olivier Beer, Damien Corthésy und Théry Schir)
- Europameisterschaft – Madison (mit Claudio Imhof)

2012
- U23-Europameisterschaft – Mannschaftsverfolgung (U23) mit Silvan Dillier, Jan Keller und Théry Schir
- Schweizer Meister – Zweier-Mannschaftsfahren (mit Théry Schir)

2014
- Schweizer Meister – Mannschaftsverfolgung mit Olivier Beer, Tino Eicher und Frank Pasche

2017
- Schweizer Meister – Einerverfolgung

2018
- Europameisterschaft – Mannschaftsverfolgung (mit Théry Schir, Frank Pasche, Stefan Bissegger und Claudio Imhof)

2019
- Schweizer Meister – Einerverfolgung

### Strasse
2008
- Gesamtwertung und zwei Etappen GP Rüebliland

2018
- eine Etappe An Post Rás

2019
- Bergwertung New Zealand Cycle Classic